# Red Bull Ghana
 (novembre 2018).
Si vous disposez d'ouvrages ou d'articles de référence ou si vous connaissez des sites web de qualité traitant du thème abordé ici, merci de compléter l'article en donnant les références utiles à sa vérifiabilité et en les liant à la section « Notes et références ».
Maillots
Le Red Bull Ghana est un club de football fondé en 2008 et dissout en 2014 basé à Sogakope au Ghana. Le club était la propriété du groupe Red Bull.

## Histoire
En 2008, le Red Bull rachète la Soccer School Lavanttal de Sogakope, au sud-est du Ghana. Red Bull Ghana a été fermé en 2014 pour, selon Gérard Houiller, des erreurs dans la stratégie de l’académie et de lieu trop isolé, l’académie étant trop loin des grandes villes selon le directeur sportif général de la branche football de la marque. Elle a été rachetée par des investisseurs privés en 2014 et affiliée à la Feyenoord Academy au Ghana pour former la West African Football Academy. Si Red Bull n’est officiellement plus présent dans le projet, deux joueurs de la WAFA – Gideon Mensah et Samuel Tetteh – ont signé à Salzbourg cet été et immédiatement envoyé au FC Liefering. On peut donc imaginer que si Red Bull n’est plus sur place, les recruteurs et les liens avec l’Afrique de l’Ouest ne sont pas pour autant absents. Sociologue basé à Vienne et auteur d’un mémoire sur Red Bull Ghana, Martin Kainz explique également que le fait que la boisson Red Bull n’était pas populaire au Ghana a fait perdre de la crédibilité au projet.[réf. nécessaire]

## Entraîneurs
- Daniel Heidemann (2008-2011)
- Eelco Schattorie (en) (2011-2012)
- Sipke Hulshoff (2012-2014)
- Martin Koopman (2013-2014)